# درد بیضه
درد بیضه ممکن است در هر دو بیضه یا یکی از آنها احساس شود و بسته به دوره زمانی، می‌تواند شدید، نیمه‌شدید یا مزمن باشد.

## تعریف
درد بیضه آن است که قسمتی یا تمام یک یا هر دو بیضه آسیب ببیند یا درد بگیرد.

## دلایل
- وازکتومی
- پیچش بیضه
- قانقاریای فورنیه
- شق‌درد
- اپیدیدیمیت

## علائم درد بیضه
- تب
- ورم
- قرمزی کیسه بیضه
- وجود خون در ادرار
- حالت تهوع و استفراغ
- درد در هنگام رابطه جنسی[۱]